# Hämolytisch-urämisches Syndrom
Das hämolytisch-urämische Syndrom (Abkürzung HUS oder auch HU-Syndrom), auch Gasser-Syndrom genannt, ist definiert als Trias aus akutem Nierenversagen, Thrombozytopenie und intravasaler Hämolyse mit Nachweis fragmentierter Erythrozyten (Fragmentozyten).
Dieses seltene Syndrom betrifft hauptsächlich Kleinkinder und Säuglinge, bei denen es die häufigste Ursache eines akuten Nierenversagens ist. Es kann jedoch auch bei Erwachsenen auftreten. Die Inzidenz liegt bei 1:100.000, bei Kindern bei 3:100.000. Das hämolytisch-urämische Syndrom zählt zu den erworbenen hämolytischen Anämien.

## Geschichte

### Erstbeschreibung
Das HUS wurde erstmals von dem Pädiater Conrad Gasser und Kollegen 1955 in der Schweizerischen Medizinischen Wochenschrift beschrieben.

### Epidemische Verläufe in neuerer Zeit
Kleinere Epidemien ab 1990 in den USA betrafen Fast-Food Restaurants die Fleischindustrie und andere Lebensmittelproduzenten.
In Deutschland trat von Anfang Mai bis Ende Juli 2011 eine EHEC-Epidemie mit 53 Toten und Hunderten von Erkrankten auf. Nahezu alle betroffenen Personen lebten in Norddeutschland oder hielten sich zeitweise dort auf. Für die Behörden und die Mehrheit der mit der Epidemie befassten Wissenschaftler gelten Bockshornkleesamen, die von Ägypten an einen deutschen Biogartenbaubetrieb exportiert wurden, mit großer Wahrscheinlichkeit als Quelle des Erregers.
→ Hauptartikel HUS-Epidemie 2011

### Pathogenese
„Zum Teil werden die intravasalen Gerinnungsprozesse als Folge einer Verbrauchskoagulopathie aufgefasst. Trotz Heparin-Therapie und intermittierender Hämodialyse sterben noch circa 40 % der Kranken an der Urämie.“ Damals wurden auch Überschneidungen mit dem HELLP-Syndrom und mit dem Moschcowitz-Syndrom behauptet.

### Therapie
„Bei terminaler Niereninsuffizienz haben gewisse Autoren die Binephrektomie durchführen lassen.“ In Zusammenhang mit einer Hämodialyse und gegebenenfalls mit einer Splenektomie sollte damals (um 1969) durch die operative Entfernung beider Nieren (bilaterale Nephrektomie) der vaskuläre Nierenprozess beseitigt werden. Bis zu 80 % der Betroffenen benötigten eine Langzeit-Dialyse.

## Charakteristika und Formen
Das HUS ist gekennzeichnet durch Übelkeit, Erbrechen, Fieber und Körperschwäche sowie zusätzlich durch
- eine mikroangiopathische hämolytische Anämie (Verlust roter Blutkörperchen durch Schädigung kleiner Blutgefäße),
- eine Thrombozytopenie (verminderte Anzahl an Blutplättchen) und
- ein akutes Nierenversagen mit einer Urämie (Anstieg der Serumkonzentration der harnpflichtigen Substanzen).

Sind alle diese drei krankheitsbegründenden Zeichen vorhanden, spricht man vom kompletten enteropathischen HUS, bei nur zwei von einem inkompletten enteropathischen HUS. Oft kommt es zusätzlich zu meist blutigen Durchfällen. Außerdem werden neurologische Probleme und eine zunehmende Herzinsuffizienz beschrieben.
Das HUS wird unterschieden in eine meist durch Infektion ausgelöste typische Form mit begleitendem Durchfall und in eine atypische Form ohne begleitenden Durchfall. Beide Formen treten sowohl bei Kindern als auch bei Erwachsenen auf. Während das typische HUS (auch {\displaystyle D{\mathord {+}}} HUS [= HUS plus Diarrhöe]) bei Kindern häufiger ist, tritt bei Erwachsenen häufiger die Form des atypischen HUS (auch aHUS oder {\displaystyle D{\mathord {-}}} HUS [= HUS ohne Durchfall]) auf.
Im Lehrbuch Harrisons Innere Medizin findet sich eine abweichende Definition des atypischen hämolytisch-urämischen Syndroms (aHUS). „Unter diesem Begriff werden mehrere seltene Krankheiten zusammengefasst, die überwiegend Kinder betreffen und durch eine mikroangiopathische hämolytische Anämie mit Fragmentozyten im peripheren Blutausstrich, [mit] einer Thrombozytopenie (die in der Regel leicht ausfällt) und [mit] einem akuten Nierenversagen gekennzeichnet sind. (Das Wort ‚atypisch‘ ist nur noch von historischem Interesse. Es wurde eingeführt, um dieses Krankheitsbild vom HUS durch eine Infektion mit Shigatoxin-produzierenden Escherichia coli abzugrenzen.) 90 % der HUS-Fälle treten bei Kindern auf.“
Nach Harrison gibt es „mindestens vier Formen des hämolytisch-urämischen Syndroms (HUS)“: D+HUS, D-HUS (aHUS) und eine autoimmunvermittelte Form. Eine vierte Form des HUS wird durch Autoantikörper, Medikamente, Viren, Transplantationen, Tumorerkrankungen oder Schwangerschaften verursacht. Willibald Pschyrembel unterscheidet nur zwischen den drei Formen D+HUS, D-HUS und sekundäres HUS, wobei seine sekundäre Form Harrisons vierter Form entspricht. Das historische aHUS wird nicht mehr genannt.
Abweichend teilt Gerd Harald Herold das hämolytisch-urämische Syndrom nur in das typische HUS und das atypische HUS ein. Ebenfalls abweichend kürzt er das typische diarrhöe-assoziierte HUS mit D-HUS ab.
Die „thrombotisch-thrombozytopenische Purpura (TTP) und das hämolytisch-urämische Syndrom (HUS) repräsentieren die Bandbreite thrombotischer Mikroangiopathien. Das häufig vorkommende Mischbild bei Erwachsenen nennt man HUS/TTP. Histologisch zeigt sich häufig eine Endotheliose der glomerulären Kapillaren.“
Jörg Dötsch und Lutz T. Weber zählen das HUS zu den komplementassoziierten Nierenerkrankungen und unterscheiden dagegen wiederum zwischen dem Shigatoxin-assoziierten HUS und dem atypischen HUS.

## Ursachen
Krankheitsauslösend sind meistens kontaminierte Nahrungsmittel. Das typische HUS wird hauptsächlich durch folgende Darmbakterien verursacht:
- Shiga-Toxin produzierende Escherichia coli O157:H7 (STEC/EHEC – Shiga Toxin–producing E. coli)[2]
- andere Vero-Toxin produzierende E. coli[14]
- Shigella dysenteriae.

Da bei dieser Erkrankung die Bakterien selbst auf den Darmtrakt beschränkt bleiben und weder die Basalmembran des Darmepithels überschreiten noch in die Blutbahn gelangen, spricht man strenggenommen nicht von einer Infektion, sondern von einer bakteriellen Intoxikation.
Ein HUS trat auch in Zusammenhang mit Virusinfektionen, insbesondere mit Grippe, auf. Als weitere seltene virale Auslöser werden auch Coxsackie-Viren, Varizella-Zoster-Viren, ECHO-Viren und HIV genannt.
Das atypische HUS hat seine Ursache in Knochenmarkstransplantationen oder in der immunsuppressiven Medikation nach Transplantationen; außerdem kommt es vor bei Schwangerschaft, Krebs, Chemotherapie und HIV.
Auch genetische Faktoren spielen eine Rolle. „Beim familiären hämolytisch-urämischen Syndrom scheinen sowohl ein autosomal-rezessiver wie ein autosomal-dominanter Erbgang zu existieren.“ Beim komplementvermittelten aHUS betreffen Genmutationen die Komplementfaktoren H, 1, 3 und B sowie CD46 (früher Membrancofaktorprotein MCP) und das Thrombomodulin-Gen.

## Pathophysiologie
Beim typischen HUS binden sich Toxine an spezifische Rezeptoren des glomerulären Endothels, was zum Tod dieser Zellen führt. Durch die darauf folgenden Gerinnungsprozesse werden Blutgerinnsel eingeschwemmt, die zum Verschluss der glomerulären Mikrokapillare führen.
Bei den durch EHEC verursachten Verlaufsformen binden die Bakterien an Oberflächenmoleküle von Darmepithelien. Diese Bindung wird durch ein im Bakteriengenom codiertes Protein vermittelt. Dieses zu den Adhäsinen gehörende Protein ist auf dem chromosomalen Gen eae lokalisiert. Da bei Kindern und Säuglingen die Anzahl dieser Rezeptoren auf den Zellen höher als bei Erwachsenen ist, sind diese auch anfälliger für diese klassische Verlaufsform des HUS. Nach der Anheftung produzieren die EHEC-Bakterien ein zellzerstörendes Toxin (Verotoxin oder auch Shiga-like Toxin STX2 genannt), das zunächst lokal die Darmepithelzellen zerstört und dadurch eine Durchfallerkrankung auslöst. Das STX2 geht dann in die Blutbahn über, wodurch es eine systemische Wirkung an Nierenepithelzellen sowie an Zellen des zentralen Nervensystems entfaltet. Dieses Toxin wird nicht von Genabschnitten des bakteriellen Chromosoms codiert, sondern die genetische Information für das STX2 wird durch eine vorherige Infektion des Bakterienstammes mit spezifischen Bakteriophagen als Phagen-DNA übertragen. Zusätzlich codiert EHEC auf einem außerhalb des Chromosoms gelegenen Plasmid ein Hämolysin, das als bakterielles Produkt Erythrozyten zerstört.

## Diagnostik
Bei der Labordiagnostik findet man im Blutbild neben Schistozyten („typische groteske“ Erythrozytenfragmente mit einer „Eierschalenform“) und einer Thrombozytopenie wegen der Anämie einen Rückgang des Hämoglobins. Wegen der Niereninsuffizienz ist neben der Proteinurie mit einem Anstieg der Retentionswerte (Harnstoff und Kreatinin) zu rechnen. Zusätzlich zeigt der Urinstatus eine Erythrozyturie und eine Leukozyturie. Die metabolische Azidose verursacht eine Hyperkaliämie sowie einen Rückgang der Serumkonzentrationen von Natrium und Kalzium.
„Es besteht entweder eine Anurie, eine Oligurie oder eine Polyurie. Hämaturie und Proteinurie werden konstant beobachtet.“ Bei einer Zerstörung der Glomeruli ist mit einem Rückgang der glomerulären Filtrationsrate (GFR) und bei einer Zerstörung der Nierenkanälchen (Tubuli) mit einem Rückgang der tubulären Rückresorptionsrate (TRR) zu rechnen. Die übliche Nierenfunktionsdiagnostik ist bezüglich eines HUS jedoch nicht zielführend und schon gar nicht beweisend.
Die Oligoanurie beruht (trotz der gleichzeitigen Tubuluskrankheit) auf einer kompensatorischen Zunahme der Tubulusfunktion und verfälscht dadurch die GFR-Schätzungen; nur GFR-Schätzformeln auf der Basis von Cystatin C erlauben verlässliche Berechnungen von GFR und TRR. Eine Polyurie beruht dagegen auf einer Tubulusschädigung mit Behinderung der Rückresorption. Die Harnflussrate (als erste Ableitung des Miktionsvolumens nach der Zeit) ist die Differenz zwischen glomerulärer Filtrationsrate GFR und tubulärer Resorptionsrate TRR (→ Uroflowmetrie). Insofern bleibt offen, wie die „schwere Nierenfunktionsstörung mit akut einsetzender Anurie“ im Laboratorium diagnostiziert wird.

## Therapie
Die Therapie des enteropathischen HUS (typisches, durch EHEC ausgelöstes HUS) erfolgt in der Phase der Diarrhoe in erster Linie symptomatisch, das heißt, der Verlust an Wasser und Elektrolyten wird gegebenenfalls durch Infusionen ausgeglichen. Eine Unterdrückung der Diarrhoe durch die Darmbewegung lähmende Arzneistoffe wie Loperamid (Imodium®) ist kontraindiziert, da dadurch die erwünschte Ausschwemmung der toxinproduzierenden Bakterien beim klassischen HUS unterdrückt wird. Bei einer EHEC-Infektion ist die Gabe von Antibiotika ebenso absolut kontraindiziert, da diese nicht gegen das Bakteriengift wirken, es andererseits aber Hinweise  gibt, dass unter Behandlung mit Antibiotika die Entwicklung eines HUS, wahrscheinlich aufgrund verstärkter Toxinfreisetzung, gefördert wird.
Zur Kontrolle des durch die systemischen Wirkungen der Toxine häufig hohen Blutdrucks können ACE-Hemmer angezeigt sein. Bei Bedarf erfolgen zur Entfernung der Toxine aus der Blutbahn eine Dialyse oder eine Hämofiltration. „Bei D+HUS benötigen etwa 40 Prozent der Kinder intermittierend eine Dialyse, wobei die Gesamtmortalität unter 5 % liegt.“ Bei der Indikationsstellung zur Nierenersatztherapie ist zwischen der Entfernung der Shigatoxine und der Entfernung der Nephrotoxine zu unterscheiden.
Seit 2009 gibt es einige wenige Fallberichte über den Einsatz des monoklonalen Antikörpers Eculizumab bei Kindern mit HUS, die nicht auf Plasmapherese reagierten, sowie bei einem atypischen HUS nach Nierentransplantation. Andererseits ist die Nierentransplantation auch eine der Optionen in der Therapie des atypischen hämolytischen Syndroms.
Aufgrund dieser Berichte wird seit dem 28. Mai 2011 in einigen Kliniken in Deutschland Eculizumab bei schweren Verläufen, die unter Plasmapherese keine Tendenz zur Besserung zeigen, versuchsweise eingesetzt. Ob und wie weit diese Maßnahme zum Erfolg führt, lässt sich nach Aussage von Rolf Stahl, Universitätsklinikum Hamburg-Eppendorf, erst zu einem späteren Zeitpunkt, in etwa drei bis vier Wochen nach Therapiebeginn, zeigen. Dennoch kann einer Information der DGfN (Deutsche Gesellschaft für Nephrologie) zufolge beim EHEC-HUS-Ausbruch in Deutschland 2011 in bestimmten Fällen eine Therapie mit Eculizumab erfolgen.
Nach aktuellen Hinweisen einschlägiger Literatur (Gerd Herold: Innere Medizin 2015) konnte die Letalität des atypischen HUS durch die frühzeitige Gabe des monoklonalen Antikörpers Eculizumab entscheidend gesenkt werden. Demnach sollte frühzeitig eine Differenzierung zwischen einer TTP, einem Shiga-Toxin-assoziierten HUS und einem atypischen HUS (aHUS) erfolgen. Eculizumab bindet an das Komplementprotein C5 und blockiert dadurch dessen Spaltung in die Fragmente C5a/b und verhindert damit die Bildung des terminalen Komplementkomplexes C5b-9. Als ursächlich für das aHUS gilt eine mutationsbedingte gesteigerte Aktivierung des Komplementsystems, was die genannte Wirksamkeit erklärt.
Besonders bei Erwachsenen mit HUS oder TTP wird auch ein Plasmaaustausch (Plasmaseparation, Plasmapherese, Frischplasmasubstitution, Frischplasmainfusion) empfohlen. Ohne diese Maßnahme versterben fast alle betroffenen TTP-Patienten, mit einem Plasmaaustausch erholen sich mehr als 85 % der Kranken vollständig. „Die Anämie kann durch Bluttransfusion in Form von Erythrozytenkonzentraten leicht kompensiert werden.“ „Der Plasmaaustausch sollte täglich erfolgen und mit der Transfusion von Fresh frozen plasma verbunden sein.“

## Prognose
„Die Letalität beträgt circa 5 %. 20–25 % entwickeln eine akute oder chronische Niereninsuffizienz, die eine Nierentransplantation erforderlich macht.“

## Gehäuftes Auftreten
Im Mai 2011 kam es in Deutschland zu einem gehäuften Auftreten von HUS. Bis Mitte Juni wurden dem Robert Koch-Institut über 800 HUS-Fälle, darunter mehr als 20 Todesfälle, gemeldet, seitdem sind die Meldungen von Neuerkrankungen rückläufig. Bei den Erkrankten konnte ein E. coli-Stamm des bisher selten nachgewiesenen Serotyps O104:H4 isoliert werden, der unter anderem Eigenschaften eines EHEC und eines EAEC aufweist. Auffällig im Gegensatz zu früheren Ausbrüchen von EHEC war, dass hauptsächlich Erwachsene (87 % über 18 Jahre), vor allem Frauen (68 %), betroffen waren. Auch die große Zahl der schweren Krankheitsverläufe einschließlich zentralnervöser Symptome war ungewöhnlich.
In den USA wurden mitunter Zusammenhänge mit Restaurantbesuchen in Fast-Food-Ketten beschrieben.

## Meldepflicht
In Deutschland sind der klinische Verdacht, die Erkrankung und der Tod an einem „enteropathischen hämolytisch-urämischen Syndrom (HUS)“ gemäß § 6 Infektionsschutzgesetz (IfSG) namentlich meldepflichtig. Meldepflichtig sind die feststellenden Ärzte usw. (§ 8 IfSG).